# Parco nazionale di Javello
Il parco nazionale di Javello è un parco nazionale dell'Etiopia. È situato 565 km a sud di Addis Abeba, lungo l'autostrada Auasa-Moyale, 10 km a est della cittadina di Javello, nella Zona di Borena della regione dell'Oromia. Principale motivo della sua istituzione è stata la protezione e la conservazione dell'alcelafo di Swayne, un'antilope endemica dell'Etiopia.

## Geografia e flora
L'altitudine media del parco si aggira sui 1700 metri, ma essa varia da un minimo di 1400 ad un massimo di 2000 metri. Le aree attorno a Javello ricevono circa 700 mm di precipitazioni all'anno. La stagione delle piogge principale va da aprile a maggio, ma un periodo di piogge più breve e meno intenso si riscontra anche in ottobre. La temperatura media annua si aggira intorno ai 19 °C, con massimi e minimi termici, rispettivamente, di 13 e 25 °C. In genere le temperature più elevate si registrano tra gennaio e febbraio. La comunità vegetale predominante è la savana, sia boscosa che erbosa. Le specie di alberi più frequenti sono Vachellia drepanolobium, V. horrida e Acacia brevispica. Ad altitudini inferiori troviamo la Balanites aegyptiaca e una vegetazione mista di Commiphora-Terminalia. In passato gran parte delle colline della regione erano interamente ricoperte da foreste di Juniperus procera ed Olea europaea subsp. cuspidata. Fortunatamente, lembi rimasti di foresta si possono osservare sulle colline circostanti di Javello ancora oggi.

## Fauna
Il parco ospita un gran numero di mammiferi, tra i quali ricordiamo, oltre all'alcelafo di Swayne, la zebra di Burchell, il gerenuk, la gazzella di Grant e il dik-dik di Günther. Nel parco sono state censite anche 210 specie di uccelli, tra cui due endemiche, il corvide di Zavattari e la rondine codabianca, ed una presente in altre zone dell'Africa ma particolarmente rara, il falco delle Taita. Altre specie avicole degne di nota sono lo struzzo, l'allodola codacorta, il puffino di Pringle, la cincia di Somalia, il canarino beccogrosso settentrionale, la faraona vulturina, il passero di Somalia, il tessitore capinero, il succiacapre di Donaldson-Smith, il succiacapre stellato, il tessitore testagrigia e lo storno gazza.

## Popolazione
Il gruppo etnico principale presente nel parco è quello dei Borana (o Borena), che praticano ancora la pastorizia sugli altopiani della regione.